# Campeonato Mundial de Tiro con Arco al Aire Libre de 2025
El LIII Campeonato Mundial de Tiro con Arco al Aire Libre se celebrará del 5 al 15 de septiembre de 2025 en Gwangju (Corea del Sur), bajo la organización de la Federación Internacional de Tiro con Arco (World Archery) y la Federación Surcoreana de Tiro con Arco.